# Marc Joseph Marion du Fresne
Pour les articles homonymes, voir du Fresne et Marion Dufresne.
Marc Joseph Marion du Fresne, dit Marion-Dufresne, baptisé le 22 mai 1724 à Saint-Malo et mort le 12 juin 1772 à la baie des Îles, en Nouvelle-Zélande, est un navigateur, capitaine négrier et explorateur français du XVIIIe siècle. Il est notamment le découvreur en 1772 de l'île Marion, de l'île du Prince-Édouard et des îles Crozet.

## Biographie

### Origines et famille
Baptisé le 22 mai 1724 à Saint-Malo, natif d'une riche famille malouine, les Marion, alliée aux Magon, qui avaient de grands intérêts dans la Compagnie des Indes, Marc Joseph Marion du Fresne est le dernier des huit enfants de Julien Marion, seigneur du Fresne (1681-1739), armateur, corsaire et négociant, subrécargue de l'expédition du Marquis de Vibraye à la mer du Sud (1711-1715), et de sa femme Marie Séraphique, née Le Fer de la Lande.

### Premières courses
Son père le fait embarquer en 1735 pour la première fois pour Pondichéry, en tant qu’enseigne ad honores sur un navire de la Compagnie des Indes, le Duc de Bourbon. Marc Joseph Marion-Dufresne perd son père le 15 avril 1739 alors qu'il n'a que quinze ans. Il embarque d'abord au commerce en 1741-1743, sur Le Saint-Esprit puis comme lieutenant « à la part » sur le corsaire Du Teilley en 1744. Le 7 avril 1745, il est reçu à l'Amirauté de Saint-Malo et obtient à 21 ans son brevet de capitaine en vertu de l'ordre du Roy qui l'exempte des deux campagnes sur Ses Vaisseaux, de dix huit mois de navigation sur les bâtiments marchands et de 4 ans un mois de dispense d'age conformément aux ordonnances sur la marine. Il reçoit le commandement du navire corsaire La Catin, 18 canons, avec lequel il part en course entre le 21 avril et le 26 juin 1745. Il capture le Henry, 160 tonneaux, en route des Caraïbes à Bristol.

### Guerre de Succession d'Autriche (1740-1748)

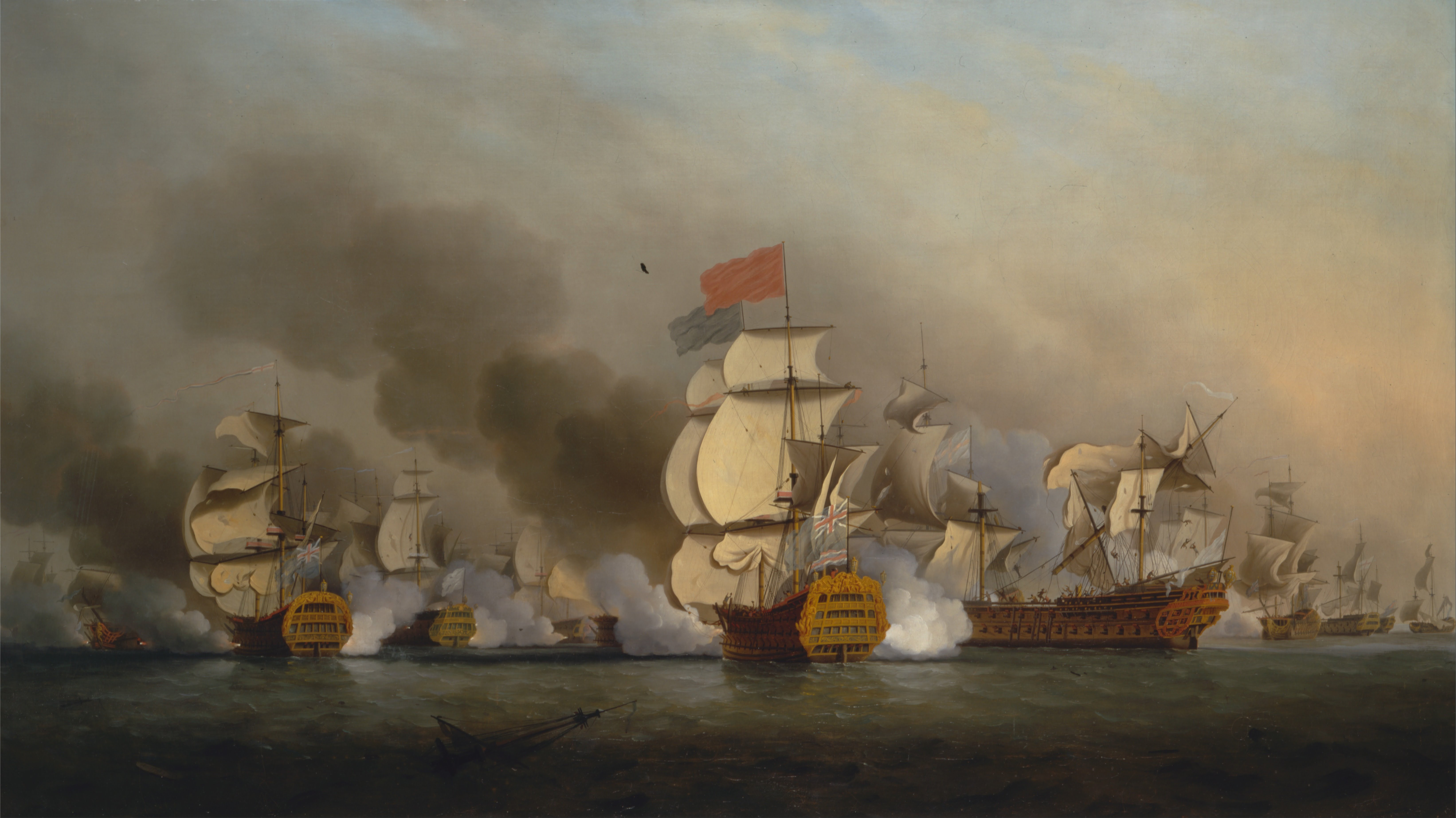
Lors de la guerre de Succession d'Autriche, Marion-Dufresne combat sur l’Invincible qui est capturé à la bataille du cap Ortegal (1747).

Le 10 janvier 1746, il reçoit le commandement du corsaire le Prince de Conty de 30 canons qui quitte Saint-Malo le 15 du même mois. Il fait une nouvelle prise anglaise, de 1 000 tonneaux, et rentre au port le 31 mai. Au mois d'août 1746, toujours sur le Prince de Conty, il part avec L'Heureux, commandé par Pierre Bernard Thérouard de Beaulieu, rechercher Charles Édouard Stuart en Écosse, après sa défaite à la bataille de Culloden, et ramène ce dernier à Roscoff. Il est récompensé par un brevet de lieutenant de frégate dans la marine royale, le 21 octobre 1746.
Il participe à bord de l’Invincible, vaisseau de 74 canons commandé par le chevalier de Saint-Georges, à la bataille du cap Ortegal où il est fait prisonnier en tant que premier lieutenant. Il est détenu pendant trois mois en Angleterre avant d'être échangé contre des prisonniers anglais et de pouvoir rentrer en France en août 1747.
Après un voyage comme capitaine au commerce en Amérique sur La Bellone (1748-1749), il entre en 1750 comme second capitaine à la Compagnie des Indes.

### La Compagnie des Indes (1750-1769)
De 1750 à 1769, il fait carrière à la Compagnie des Indes. Premier lieutenant en 1753, il embarque sur Le Montaran commandé par Jean-Baptiste d'Après de Mannevillette. Ce remarquable hydrographe aura une grande influence sur Dufresne qu'il considère comme un « excellent officier » et même « son ami intime ». Parti de Lorient le 31 décembre 1753, il effectue en sa compagnie un voyage en Chine, avant de rentrer en France le 20 août 1755.
Le 20 avril 1756, Marion-Dufresne épouse Julie Bernardine Guilmaut de Beaulieu, fille d’un négociant de port, en l'église Saint-Louis de Lorient.
Lorsque éclate la guerre de Sept Ans, en mai 1756, il est nommé capitaine de la Compagnie des Indes avec un brevet de « capitaine de brûlot pour la campagne ». Commandant la frégate la Diligente, il escorte un convoi de troupes jusqu'à Pondichéry puis fait plusieurs allées et venues entre l'Inde et l'île de France (aujourd'hui Maurice). Il participe à la prise du fort Saint-David et aux combats navals indécis de Gondelour et Porto-Novo. Le 30 octobre 1758, le comte d'Aché, vice-amiral du Levant, dans une lettre qu'il envoie de l'île de France au ministre de la Marine, dit de Marion Dufresne : « Sujet extrêmement intelligent, bon manœuvrier, bon à tout et sur qui on peut compter en toute sûreté ». Il reçoit le commandement de la frégate la Licorne, 30 canons, avec laquelle il protège le cabotage entre Lorient et l'estuaire de la Loire. Le ministre songe à lui confier le commandement d'une escadre pour dégager l'estuaire de la Vilaine et permettre la sortie des gros vaisseaux qui s'y étaient réfugiés après la bataille des Cardinaux mais il doit y renoncer à cause de l'hostilité du corps des officiers.
En 1761, Marion-Dufresne est fait chevalier de Saint-Louis. La même année, à bord du Comte d'Argenson qu'il commande, il conduit l'astronome Alexandre Guy Pingré à l'île de France, d'où le savant rejoint ensuite l'île Rodrigues dans les mers de l'Inde pour observer le transit de Vénus. Cette observation, faite en même temps par des observatoires très éloignés, et les calculs qui suivent, doivent permettre de connaître la distance de la Terre au Soleil.
En 1765, Marion-Dufresne conduit le vaisseau Le Vengeur, de Lorient à Brest, puis commande Le Comte d'Artois pour une nouvelle campagne à l'île de France dont il revient en 1767. En 1768, il monte une expédition de reconnaissance des Seychelles à bord de la gabare la Digue. Malade du scorbut, il débarque à l'île de France et confie la suite de la navigation à Duchemin.

### Le retour d'Aoutourou, les îles Crozet et la Nouvelle-Zélande

#### Préparatifs de l'expédition
Après la dissolution de la Compagnie des Indes le 13 août 1769, Marion-Dufresne choisit de rester sur l'île de France (ancien nom de l'île Maurice). Il s'y trouve encore en 1770, lorsque Pierre Poivre, intendant de cette colonie, est chargé de faire reconduire à Tahiti l'indigène Aoutourou amené à Paris par Bougainville en 1768.

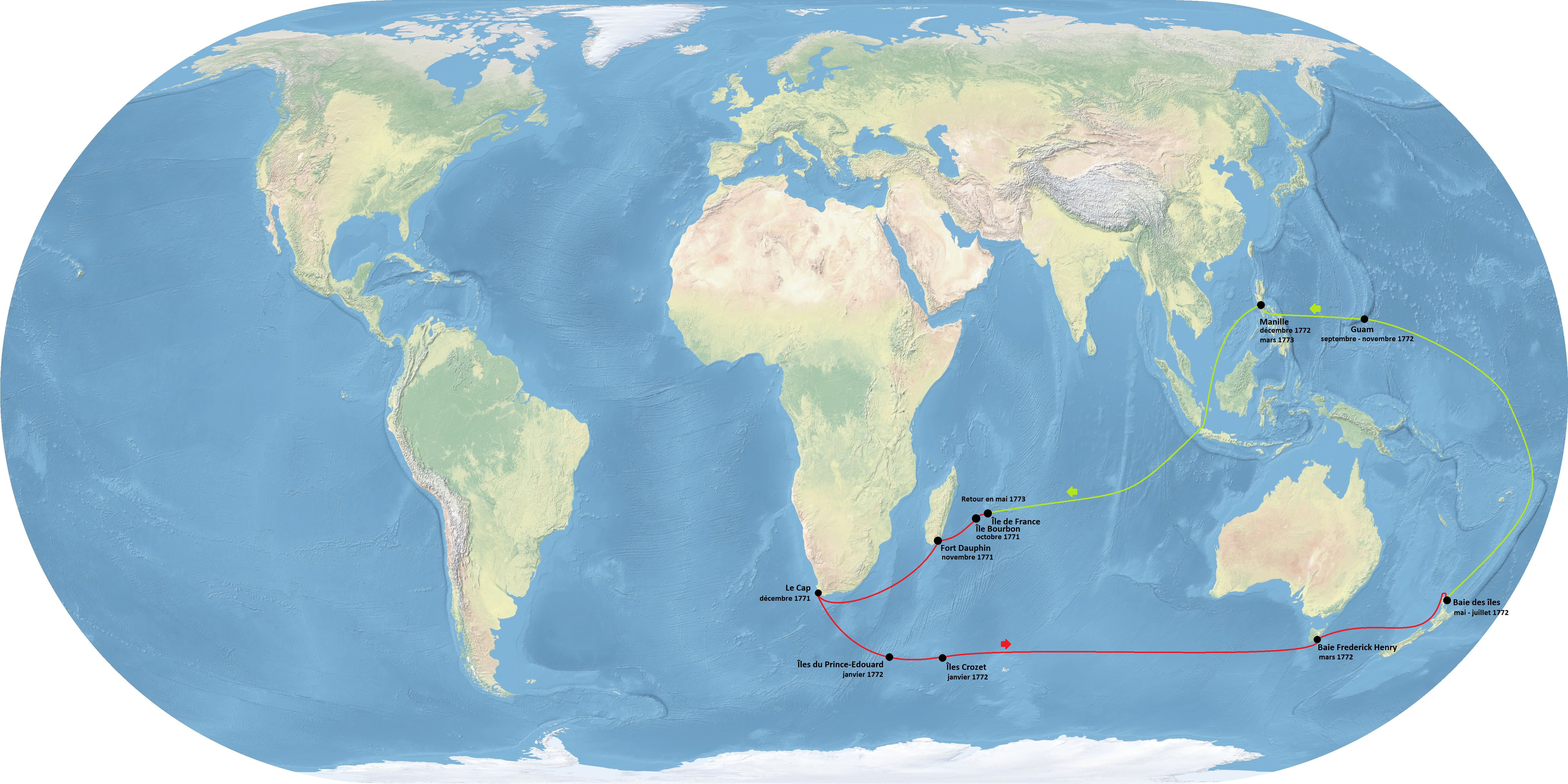
Trajet du Mascarin commandé par Marion-Dufresne jusqu'à son meurtre en Baie des îles le 12 juin 1772, puis par Julien Crozet.

Marion-Dufresne se propose de ramener à ses frais cet insulaire dans son île natale, et demande de joindre une flûte du roi à un bâtiment qui lui appartenait. Le 6 juin 1771, il fait l'achat du Bruny, pour 59 000 livres, renommé Marquis de Castries. Entre-temps, il a été rejoint sur l'île de France par sa femme Julie Guilmaut, en mai 1771. Il participe également à la traite des Noirs, car le 12 juillet 1771 il décharge de la flûte du roi le Mascarin 109 esclaves, qu'il vend au roi pour 900 livres chacun.
Ses propositions sont acceptées. Poivre lui donne des instructions détaillées sur les terres qu'il doit chercher en naviguant au sud et sur les observations qu'il doit faire. Le navigateur est également chargé d'atteindre la mythique terre de Gonneville, et de s’assurer de la faisabilité du trajet par la mer de Tasman vers la Nouvelle-Zélande.

#### Départ de l'expédition et premières découvertes
L'expédition appareille le 18 octobre 1771 de Port-Louis sur l'île de France. Marion-Dufresne commande Le Mascarin, secondé par Julien Crozet, Ambroise Bernard-Marie Le Jar Du Clesmeur est à la tête du Marquis de Castries. Mais Aoutourou meurt de la petite vérole (variole) à Madagascar, où l'expédition fait escale le 6 novembre 1771.
Les priorités du voyage sont alors modifiées, et Marion-Dufresne fait route vers le sud. Après s'être ravitaillé au cap de Bonne-Espérance, le 28 décembre 1771, il fait route au sud. Le 13 janvier 1772 il aperçoit, par 46° de latitude australe, une terre trop embrumée pour que l'on distingue si elle était habitée. Il nomme Terre de l'Espérance et île de la Caverne. Cet archipel composé de deux îles est redécouvert en 1776 par Cook, qui donne à ces îles le nom d'îles du Prince-Édouard. Ces îles, découvertes en 1663 par Barent Barentszoon Lam (nl) et aujourd'hui possessions sud-africaines, sont restées oubliées en raison d'une mauvaise estimation de leur position. Ce même jour, en raison de la brume, l'étrave du Mascarin aborde le Marquis de Castries, dont le mât de misaine s'effondre ; son beaupré est cassé. Désormais, l'expédition cherche une terre afin d'effectuer des réparations.
Les 22 et 24 janvier 1772, Marion-Dufresne découvre des îles qu'il nomme îles froides et île Aride, formant un archipel, auquel Cook donnera plus tard le nom de Crozet. Il en prend possession en faisant déposer par son second Julien Crozet une bouteille contenant un parchemin aux armes du roi de France sur l'île de la Prise de Possession (actuelle île de la Possession). Dufresne cherche le cap de la Circoncision de Bouvet, en vain.

#### Escale en Tasmanie
Marion-Dufresne atteint la baie Frédéric-Henri de la Terre de Van Diemen (actuelle Tasmanie) le 3 mars 1772. Après celle d'Abel Tasman en 1642, l'expédition de Marion est la deuxième à apercevoir la Tasmanie, et la première au cours de laquelle des Européens débarquent à terre et ont des contacts avec les aborigènes de l'île. N'y trouvant ni eau ni bois pour réparer les mâts, il fait route le 10 mars vers la Nouvelle-Zélande qu'il atteint le 24 du même mois.

#### Séjour en Nouvelle-Zélande et mort

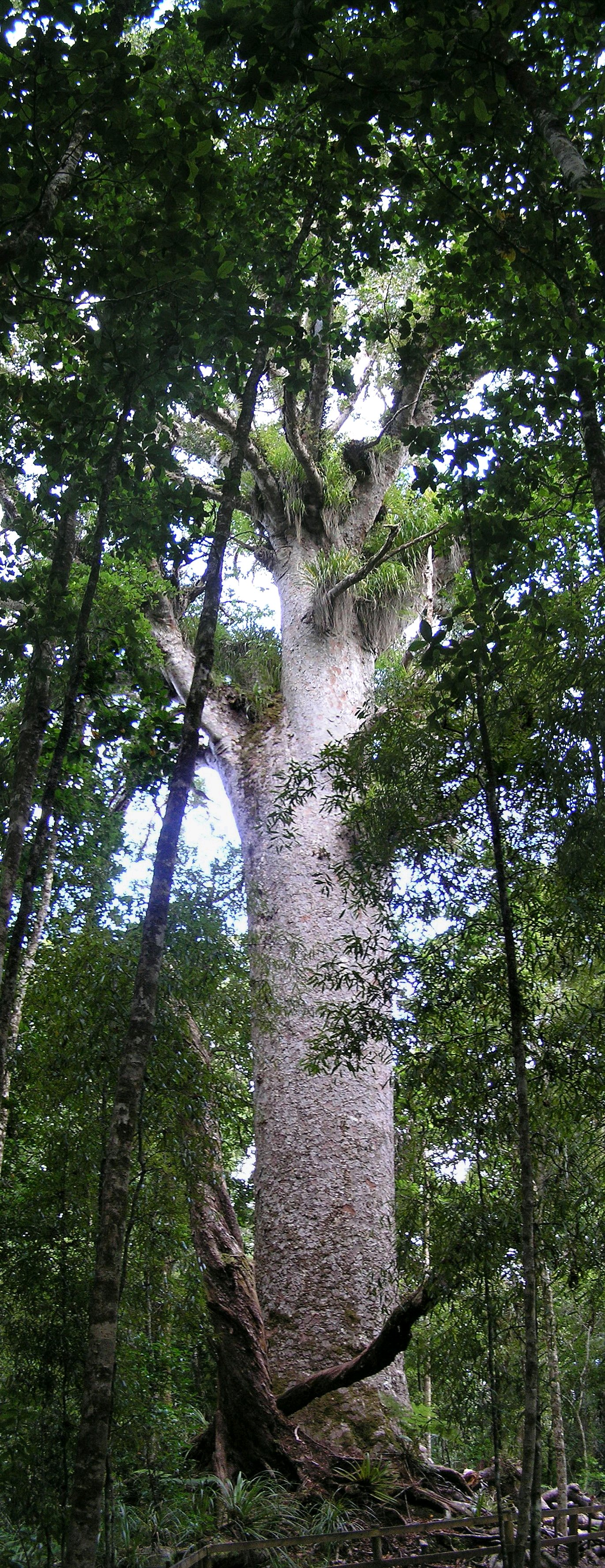
Un kauri de la forêt de Waipoua, Nouvelle-Zélande.

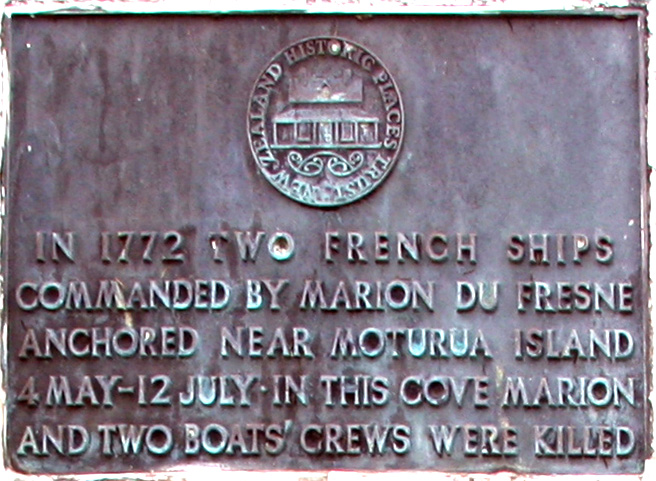
Plaque à la mémoire de Marc-Joseph Marion Dufresne et son équipage, Bay of Islands, Nouvelle-Zélande.

Marion-Dufresne mène alors l'exploration des côtes néo-zélandaises. Le 4 mai 1772, les deux bateaux mouillent dans la baie des Îles (Bay of Islands), renommée Port-Marion par les Français.
Les premiers contacts avec les Maoris sont plutôt chaleureux et amicaux. Les Français s'établissent pour un temps à Port-Marion, réparant leurs bateaux, faisant le plein de nourriture, soignant leurs malades du scorbut, et faisant du commerce avec les Maoris. Le 12 juin, Marion-Dufresne, un autre officier et onze hommes descendent à terre à bord d'un canot. Sur place, ils sont enlevés et massacrés. Le 13, plusieurs hommes envoyés à terre pour ramasser du bois sont tous massacrés. Un seul peut s'enfuir à la nage et rejoindre le bateau. C'est alors qu'un officier et plusieurs hommes armés débarquent et libèrent Crozet, resté seul à se défendre, découvrant les restes d'un repas cannibale. Le massacre des Français qui ont fini mangés par les Maoris serait dû à une violation involontaire par Marion-Dufresne d'un tabou (tapu) sur une des plages avoisinantes (pêche et utilisation de la plage alors que des cérémonies sacrées à la suite de noyades de Maoris n'avaient pas encore été accomplies) doublée d'une provocation au chef du village local par des chefs de villages voisins,.
Contrairement à ce qui a été affirmé par les auteurs anciens l’abattage de kauris, dont certains étaient cependant des arbres sacrés (tapu) pour les indigènes, n'est pas la cause du massacre. En effet, les journaux de plusieurs officiers publiés dans Extracts from the Journals of the ships Mascarin and Marquis de Castries 1772, disent très clairement que ce sont les indigènes qui ont indiqué aux marins où trouver ces arbres convenant à la réparation de la mâture, et les ont même aidés à les transporter. Les raisons de l'assassinat de Marion-Dufresne et ses hommes ne seront sans doute jamais connues. Les Ngare Raumati n’ont pas fourni non plus de compte rendu clair. La cause est peut-être à trouver dans un autre tapu (éventuellement l'interdiction de pêcher là où quelqu'un s'était noyé), mais plus probablement dans la rivalité avec les navigateurs pour les ressources de pêche et la crainte de les voir s'installer. Une visite longue de cinq semaines a pu créer des tensions économiques et culturelles. Le journal de Marion-Dufresne n’a pas été retrouvé mais les notes et les croquis (notamment le plan d'un pa) de Du Clesmeur, de Crozet, etc. montrent que les relations avaient été bonnes au début. Une autre version fait état d'une vengeance à la suite du châtiment infligé à un Māori qui avait été surpris à voler un sabre.
Au total, Dufresne et 24 membres de son équipage ont été tués. En représailles, les Français auraient tué jusqu'à 250 Maoris, brûlé plusieurs kāingas (villages) et détruit des wakas (pirogues).
En 2013, France Culture diffuse une enquête en Nouvelle-Zélande de Delphine Morel, descendante d'un marin de l'expédition. Cette émission fait état de la découverte d'un manuscrit d'un historien anglais ayant recueilli les propos de Maoris témoins oculaires de l'évènement. Il confirme que le fait que Marion-Dufresne a pêché dans des eaux taboues a été la cause du massacre.
Du Clesmeur prend alors le commandement de l'expédition et Julien Crozet devient le commandant du Mascarin. Le 17 juin, une expédition, envoyée au village du chef des Maoris pour tenter de retrouver les traces de Marion-Dufresne, découvre des indices de pratiques cannibales. Le feu est alors mis au village,.
Marion-Dufresne partageait les idées de Jean-Jacques Rousseau au sujet du « bon sauvage ». Les événements de juillet 1772 ont cependant renforcé l'idée en France que la Nouvelle-Zélande était habitée par des indigènes dangereux et ne justifiait pas une tentative de colonisation.

## Hommages

### Navires
En 1972, la marine française met en service le premier navire français au nom du grand navigateur : Marion Dufresne lui rendant ainsi hommage.
En 1995, la marine française lance un second navire baptisé Marion Dufresne ayant pour mission le ravitaillement des Terres australes et antarctiques françaises au sud de l'océan Indien en remplacement du précédent.

### Philatélie
En 1992, le service postal des Terres australes et antarctiques françaises a émis un timbre d'une valeur faciale de 3,70 F illustré d'un portrait de Marion-Dufresne et portant la mention « Marion-Dufresne 1724 1772 ».

## Sources et bibliographie

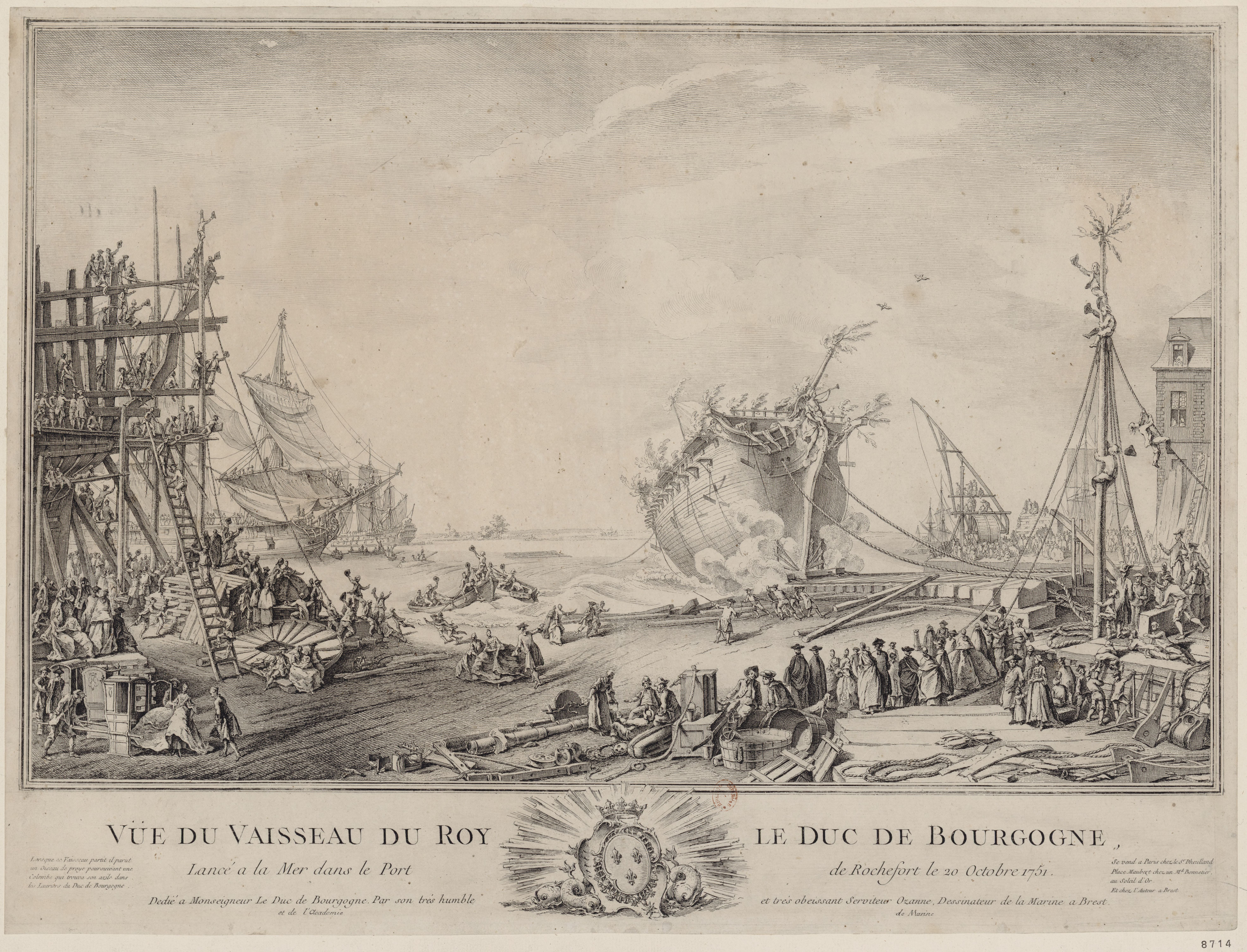
Le Duc de Bourgogne sur lequel Marion Dufresne aurait navigué.